# HD 156091
HD 156091，又名CP-59 6954，SAO 244613、HR 6408，是一颗恒星，视星等为5.91，位于銀經331.34，銀緯-12.58，其B1900.0坐标为赤經17h 10m 21.3s，赤緯-59° -12.58′ 7″。